# Gnatholea fryana
Gnatholea fryana là một loài bọ cánh cứng trong họ Cerambycidae.